# Các cuộc tấn công Luân Đôn tháng 6 năm 2017
Vào ngày 3 tháng 6 năm 2017, bắt đầu vào khoảng 21:58 BST, 2 cuộc tấn công khủng bố xảy ra ở quận Southwark, trung tâm Luân Đôn của Anh Quốc. Ba người đàn ông lái một chiếc xe tải nhỏ đâm vào người đi bộ trên cầu London Bridge. Cầm dao, những người đàn ông sau đó rời khỏi xe và đi đến Chợ Borough gần đó, nơi họ đâm người ở trong và xung quanh các nhà hàng và quán rượu. Những kẻ tấn công được tin là những kẻ khủng bố Hồi giáo.
Bảy người bị thiệt mạng và 48 người bị thương, bao gồm bốn nhân viên cảnh sát không vũ trang, cố gắng đối phó với những kẻ tấn công. Ba kẻ tấn công, những người mặc áo khoác nổ giả, bị cảnh sát bắn chết. Cảnh sát Metropolitan tuyên bố vụ tấn công là một vụ khủng bố. Mười hai người bị bắt và bốn bất động sản bị đột kích ngày hôm sau, cùng với các cuộc bố ráp vào ngày sau đó.

## Bối cảnh
Vụ tấn công này là tấn công khủng bố thứ ba ở Vương quốc Anh vào năm 2017. Vào tháng 3, 5 người đã thiệt mạng trong vụ tấn công kết hợp bằng xe và dao tại Westminster. Vào cuối tháng, một kẻ đánh bom tự sát giết chết 22 người tại buổi hòa nhạc Ariana Grande tại Manchester Arena.

## Vụ tấn công

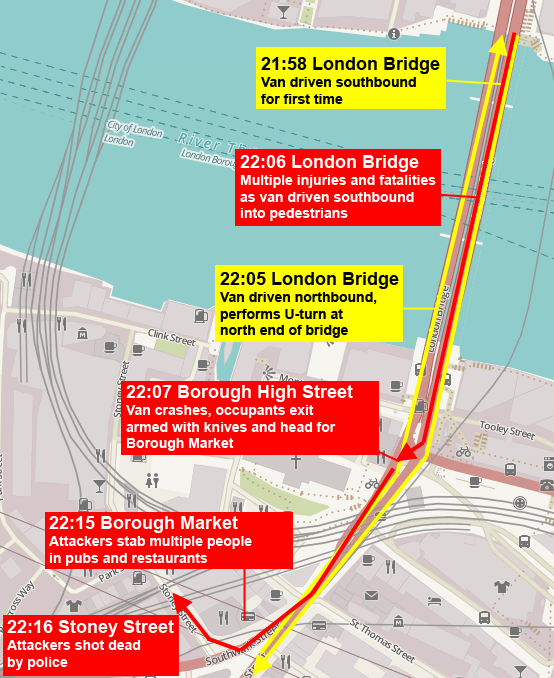
Bản đồ của tuyến đường tấn công

Vào khoảng 21:58 BST (UTC + 1), một chiếc xe tải nhỏ màu trắng chạy từ hướng bắc xuống phía nam trên London Bridge lao lên vỉa hè và tông vào những người đi bộ. Sau khi xe của họ dừng bên ngoài quán rượu Barrowboy và Banker ở High Street Borough, ba kẻ tấn công, mặc áo khoác nổ giả, chạy đến đường Stoney liền kề Chợ Borough, nơi họ đâm bốn người trong quán rượu Borough Bistro. Vụ tấn công xảy ra ngay sau sự cố trên cầu. Một số khách quán rượu cố gắng bảo vệ bản thân họ bằng cách ném chai, ghế và các vật dụng khác.
Người dân trong và xung quanh một số nhà hàng khác, bao gồm Brindisa, El Pastor, Roast, Black and Blue và quán rượu Wheatsheaf, cũng bị tấn công. Một nhân chứng tường thuật những kẻ tấn công hét lên "Đây là cho Allah."  Florin Morariu, một thợ làm bánh mì Rumani, đập một trong những kẻ tấn công vào đầu với một thùng thưa trước khi cho 20 người vào trú ẩn bên trong Bread Ahead, một tiệm bánh trong chợ. Ba kẻ tấn công đã bị bắn chết bởi cảnh sát vũ trang Metropolitan và cảnh sát thành phố London ngoài Wheatsheaf 8 phút sau khi số điện thoại khẩn cấp 999 được gọi. Tổng cộng có 46 viên đạn được bắn ra bởi 3 cảnh sát thành phố London và 5 cảnh sát Metropolitan.

## Thương vong
7 người dân, bao gồm một người Canada và một công dân Pháp, bị giết chết, cũng như ba kẻ tấn công. 48 người bị thương trong cuộc tấn công bao gồm một người New Zealand, hai người Úc, hai người Đức  và bốn công dân Pháp; trong số 48 người bị thương, 21 đang trong tình trạng nguy kịch. Một cảnh sát không vũ trang từ Cảnh sát giao thông Anh đối phó với cuộc tấn công bị đâm và bị thương nghiêm trọng ở đầu, mặt và cổ ông ta. Một cảnh sát ngoài nhiệm vụ cũng cố gắng đối phó với những kẻ tấn công và cũng bị thương nặng khi ông ta bị đâm. Một người dân bị cảnh sát bắn lầm và bị thương ở đầu, một chấn thương không đe dọa tính mạng.

## Kẻ tấn công
Vào ngày 5 tháng 6, cảnh sát Metropolitan xác định hai trong số những kẻ tấn công như Khuram Shazad Butt (sinh ngày 20 tháng 4 năm 1990), một công dân Anh sinh ra tại Pakistan, và Rachid Redouane (sinh ngày 31 Tháng 7 năm 1986), người gốc Ma-rốc-Libya mà trước đây cảnh sát không biết đến. Vào ngày hôm sau, kẻ tấn công thứ ba được cho biết có tên là Youssef Zaghba, có quốc tịch Ý sinh năm 1995 tại Fez, Morocco. Trong tháng 3 năm 2016 cảnh sát Ý đã kiểm soát Zaghba tại sân bay Bologna và tìm thấy các tài liệu liên quan đến IS trên điện thoại di động của anh ta; và đã chặn không cho anh ta tiếp tục hành trình của mình đến Istanbul.
Butt một thanh niên 27 tuổi, gia đình đến từ Jhelum, Pakistan, nhưng lớn lên tại Anh và sống ở Plaistow, được cho là cầm đầu nhóm. Những người hàng xóm nói với đài BBC, Butt bị báo cáo cho cảnh sát đã cố gắng chiêu dụ trẻ em trở thành quá khích, ông đã biểu hiện ghê tởm với lối ăn mặc của những người phụ nữ trong giao thông công cộng ở London. Ông được cảnh sát biết đến như một thành viên của nhóm cực đoan bị cấm al-Muhajiroun. Ông làm việc cho hệ thống giao thông London được 6 tháng cho đến tháng 10 năm 2016 và có một người vợ và hai con. Ông nổi tiếng với những quan điểm cực đoan và bị cấm tới hai nhà thờ Hồi giáo địa phương và đi lễ tại hai nơi khác. Trong năm 2016, ông đã xuất hiện trong một bộ phim tài liệu truyền hình Channel 4 The Jihadis Next Door (Các chiến sĩ Hồi giáo quá khích bên cạnh nhà) cho thấy ông tranh cãi với cảnh sát về việc giăng một cờ Jihad Đen tại Công viên Regent. Theo một người bạn, ông trở thành cực đoan sau khi xem các video YouTube  của giáo sĩ Hồi giáo Ahmad Musa Jibril ở Mỹ.